# Gordon, le chevalier des mers
Pour plus de détails, voir Fiche technique et Distribution.
Gordon, le chevalier des mers (Gordon, il pirata nero) est un film italien réalisé par Mario Costa, sorti en 1961. 

## Synopsis
Gordon, surnommé « le pirate noir », dispute  au « Requin » le commandement de la flibuste. Gordon bat en duel son adversaire, mais au lieu de le tuer, il lui fait grâce à condition qu’il renonce à la traite des esclaves…

## Fiche technique
- Titre original : Gordon , il pirata nero
- Titre français : Gordon , le chevalier des mers
- Réalisation : Mario Costa
- Assistant réalisateur :  John Alarimo
- Scénario : John Byrne et Ottavio Poggi
- Création des duels : Franco Fantasia et Andrea Fantasia
- Costumes : Giancarlo Bartolini Salimbeni
- Images : Carlo Bellero 	Eastmancolor , Totalscope
- Maitre d’armes : Luigi Marturano
- Montage : Renato Cinquini
- Musique : Carlo Rustichelli
- Production : Ottavio Poggi
- Société de production : Max Production
- Distribution en France :	Cocinor-Marceau
- Pays d'origine :  Italie
- Genre : Film de pirates
- Durée : 84 minutes
- Aspect Ratio : 2.35 : 1
- Dates de sortie : 
  -  Italie : 15 décembre 1961
  -  France : 8 aout 1962

## Distribution
- Ricardo Montalban (VF : Rene Arrieu) : Gordon
- Liana Orfei : Luana
- Giulia Rubini (VF : Claude Chantal) : Manuela Cortez
- Vincent Price (VF : Jean-Henri Chambois) : Romero le secrétaire du gouverneur
- Mario Feliciani  (VF : Bernard Dheran) : Don Pedro Cortez, le gouverneur
- Jose Jaspe  (VF : Serge Nadaud) : Le Requin (Vo : Tortuga)
- Edoardo Toniolo  (VF : Maurice Pierrat) : Felipe Ortez y Contreraz
- Gino Marturano  (VF : Jean-Louis Jemma ) : Tarto
- Andrea Fantasia  (VF : Claude Bertrand) : Boniface
- Franco Fantasia  (VF : Georges Poujouly ) : le capitaine en second
- Adriano Vitali : Corrao
- Wilbert Bradley  (VF :  Henri Djanik) : Mados, le danseur
- Van Aikens : un esclave
- Fernando Piazza : un esclave
- Bruno Arie : un homme de Gordon
- Gisella Sofio : Rosita
- Giulio Battiferri : le bras droit du Requin
- Romano Giomini